# Libnotes consona
Libnotes consona là một loài ruồi trong họ Limoniidae. Chúng phân bố ở miền Australasia.